# Vinenské jezero
Vinianské jezero je vodní nádrž v jižní části Vihorlatských vrchů.

## Poloha
Nachází se přibližně 2 km severovýchodně od obce Vinné a vzniklo přehrazením údolí mezi vrchy Šutová 319,3 m n. m. a Marečková 401,6 m n. m. Vodní plocha měří 8 ha a vytváří oblíbenou turistickou lokalitu s množstvím chat a možností koupání, plavbou na loďce a turistiky. Přístupné je cestou z obce Vinné, která obchází celé jezero a také mnoha turistickými stezkami.

## Přístup
- Po  značce ze střediska Kamenec v severní části Zemplínská šírava, trvání ↑ 0:50 h, ↓ 0:45 h
- Po  značce z obce Trnava pri Laborci přes Vinenský hrad, trvání ↑ 2:20 h, ↓ 2:00 h
- Po  značce ze střediska Medvedia hora v severní části Zemplínská šírava přes rozcestí Pod Senderovou, trvání ↑ 0:45 h, ↓ 0: 45 h